# بویسووتسه
بویسووتسه (به صربی: Buljesovce) یک روستا در صربستان است که در ناحیه پچینیا واقع شده‌است. بویسووتسه ۷۸ نفر جمعیت دارد.